# 1819 (numero)
Milleottocentodiciannove (1819) è il numero naturale dopo il 1818 e prima del 1820.

## Proprietà matematiche
- È un numero dispari.
- È un numero composto da 4 divisori: 1, 17, 107, 1819. Poiché la somma dei suoi divisori (escluso il numero stesso) è 125 < 1819, è un numero difettivo.
- È un numero semiprimo.
- È un numero nontotiente in quanto dispari e diverso da 1.
- È un numero fortunato.
- È un numero intero privo di quadrati.
- È un numero odioso.
- È parte delle terne pitagoriche (856, 1605, 1819), (1819, 5580, 5869), (1819, 15408, 15515), (1819, 97308, 97325), (1819, 1654380, 1654381).